# دير (المفلحي)

تعديل مصدري - تعديل

دير هي إحدى قرى عزلة المفلحي بمديرية المفلحي التابعة لمحافظة لحج، بلغ تعداد سكانها 141 نسمة حسب تعداد اليمن لعام 2004.